# Щучья 2-я
Щучья 2-я (селькупск. Пур ке, Пур кыкке́) — река в России, протекает по Томской области. Устье реки находится в 158 км от устья Пайдугин по правому берегу. Длина реки составляет 20 км.

## Данные водного реестра
По данным государственного водного реестра России относится к Верхнеобскому бассейновому округу, водохозяйственный участок реки — Кеть, речной подбассейн реки — бассейн притоков (Верхней) Оби от Чулыма до Кети. Речной бассейн реки — (Верхняя) Обь до впадения Иртыша.
Код объекта в государственном водном реестре — 13010600112115200028303.